# Brygada Radomska AK
Brygada Radomska AK – planowana jednostka sił zbrojnych Armii Krajowej okresu akcji Burza w 1944 r.
Plany stworzenia brygady przewidywały Rozkaz Ogólny z 29 czerwca 1944 Komendanta Okręgu Radom-Kielce AK „Przygotowania do akcji powstańczej” oraz jego załączniki.
Rozkaz zakładał utworzenie w Inspektoracie "A" Radom brygady z nadwyżek zmobilizowanych żołnierzy. Brygada miała składać się z dwóch pułków piechoty.

## Bibliografia

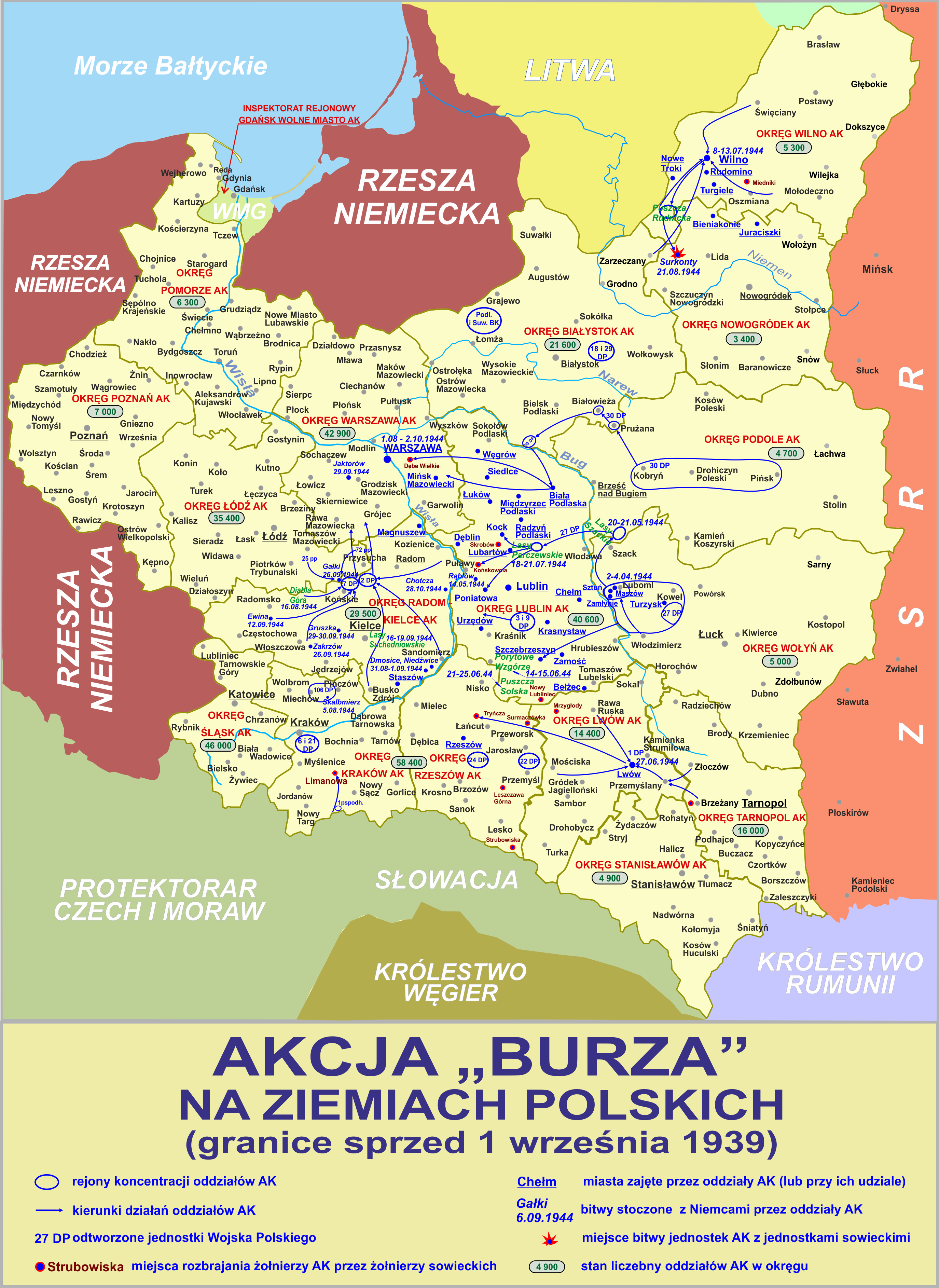